# Петрово (Великолукский район)
Петро́во — деревня в Великолукском районе Псковской области России. Входит в состав Шелковской волости.

## География
Расположена на севере района, в 27 км к северу от райцентра Великие Луки, между деревнями Карцево (к западу) и Курова Гора (к востоку).

## Население
| 2001 | 2002 | 2010 |
| ---- | ---- | ---- |
| 68   | ↘65  | ↘62  |

Численность населения деревни по оценке на начало 2001 года составляла 68 жителей.

## История
С января 1995 до декабря 2014 года деревня входила в состав ныне упразднённой Марьинской волости.